# Rostizkogel
Le Rostizkogel est une montagne qui s’élève à 3 394 m d’altitude dans les Alpes de l'Ötztal, en Autriche.